# Fizeaův experiment

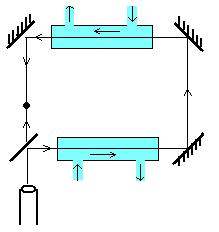
schéma Fizeauova experimentu
vlevo dole je interferometr a zdroj světla, nad ním polopropustné zrcadlo. Tři běžná zrcadla a dvě trubice s vodou

Fizeauův experiment experimentálně určuje změnu rychlosti světla v proudící vodě. Poprvé jej provedl Hippolyte Fizeau v 50. letech 19. století. Dnes je jeho výsledek považován za jedno z ověření speciální teorie relativity. Název se vžil konkrétně pro tento experiment, přestože Fizeau experimentoval s rychlostí světla za mnoha nejrůznějších podmínek.

## Popis experimentu
Základem měřicí aparatury je interferometr, který umožňuje porovnat změnu rychlosti světla u dvojice paprsků světla, pohybujících se protiběžně po obdélníkové dráze. Dráha světla prochází dvojicí trubic s vodou. Během experimentu je voda uvedena do pohybu jedním i druhým směrem tak, aby vždy jeden paprsek postupoval po proudu v obou trubicích a druhý proti. Pohyb vody způsobí změnu rychlosti světla a tím i pohyb proužků.
Experiment byl později ověřen mnoha dalšími fyziky. Významní byli například Albert Michelson, Edward Morley či Pieter Zeeman.